# Halmstad
Halmstad è una cittadina della Svezia meridionale, capoluogo della municipalità omonima e della contea di Halland; nel 2019 aveva una popolazione di 70 480 abitanti, su un'area di 36,68 km².

## Storia
La città affonda le sue origini dell'antichità medievale: a pochi chilometri dall'attuale città, nell'attuale città di Ovraby, lungo il fiume Nissan, sorgeva nel 1307 quella che poi sarebbe diventata Halmstad: là si possono ancora visitare le rovine di un'antichissima chiesa. La città ha infatti festeggiato nel 2007 il suo settecentesimo anniversario.
Nel 1320 Halmstad si spostò dove sorge l'attuale centro cittadino: il suo porto fluviale stava andando in crisi perché le navi erano diventate troppo grandi per risalire il fiume, e venne costruito l'attuale porto sul mare. A quel tempo nella zona c'erano solo due monasteri, ma la città divenne ben presto un porto molto importante e fu teatro di molti combattimenti e battaglie tra la Danimarca e la Svezia.
Tra il 1400 e il 1520 fece parte dell'Unione di Kalmar, un trattato tra Svezia, Norvegia e Danimarca; il comandante dell'Unione veniva incoronato a Halmstad. In questo periodo di grande floridezza economica venne costruita, nel XV secolo, la chiesa di St. Nicolai.
Alla fine del XVI secolo il re danese Cristiano IV ordinò la costruzione della possente fortezza che ancora oggi caratterizza la città: un possente fortilizio con il fiume Nissan come difesa naturale. Il 1619 è un anno importante per Halmstad perché vi si sono verificati due importanti avvenimenti: nel marzo di quell'anno il re svedese Gustavo II Adolfo incontrò Cristiano IV, gettando le basi per l'accordo che sarebbe giunto decenni più tardi; l'agosto di quello stesso anno vide un grande incendio che distrusse tutta la città, lasciando intatti solo la chiesa e il castello.
Nel 1645 Halmstad passò finalmente alla Svezia con il Trattato di Brömsebro. L'importanza di Halmstad continuerà ancora vari anni: nel 1676 con la Battaglia di Fyllebro la Svezia sconfisse definitivamente la Danimarca e vari anni più tardi, nel 1879, la prima manifestazione del 1º maggio di tutta la Svezia si tenne proprio qui.
Solo nel secolo scorso Halmstad ha perso un po' della sua importanza a vantaggio di altre città come Göteborg, Malmö e Stoccolma, ma rimane ancora una delle città più abitate e con la storia più antica di tutta la Svezia, come dimostrano le numerose manifestazioni che si hanno nel corso dell'anno e i molti edifici di architettura moderna che vi sono stati costruiti negli ultimissimi anni.

## Economia
La città è un importante centro turistico, sia per le bellezze della città sia per le bellissime spiagge dei dintorni e il clima mite.
Da non perdere la via Vallgatan, che con una bella passeggiata ripercorre il tracciato delle fortificazioni cinquecentesche.

## Galleria d'immagini

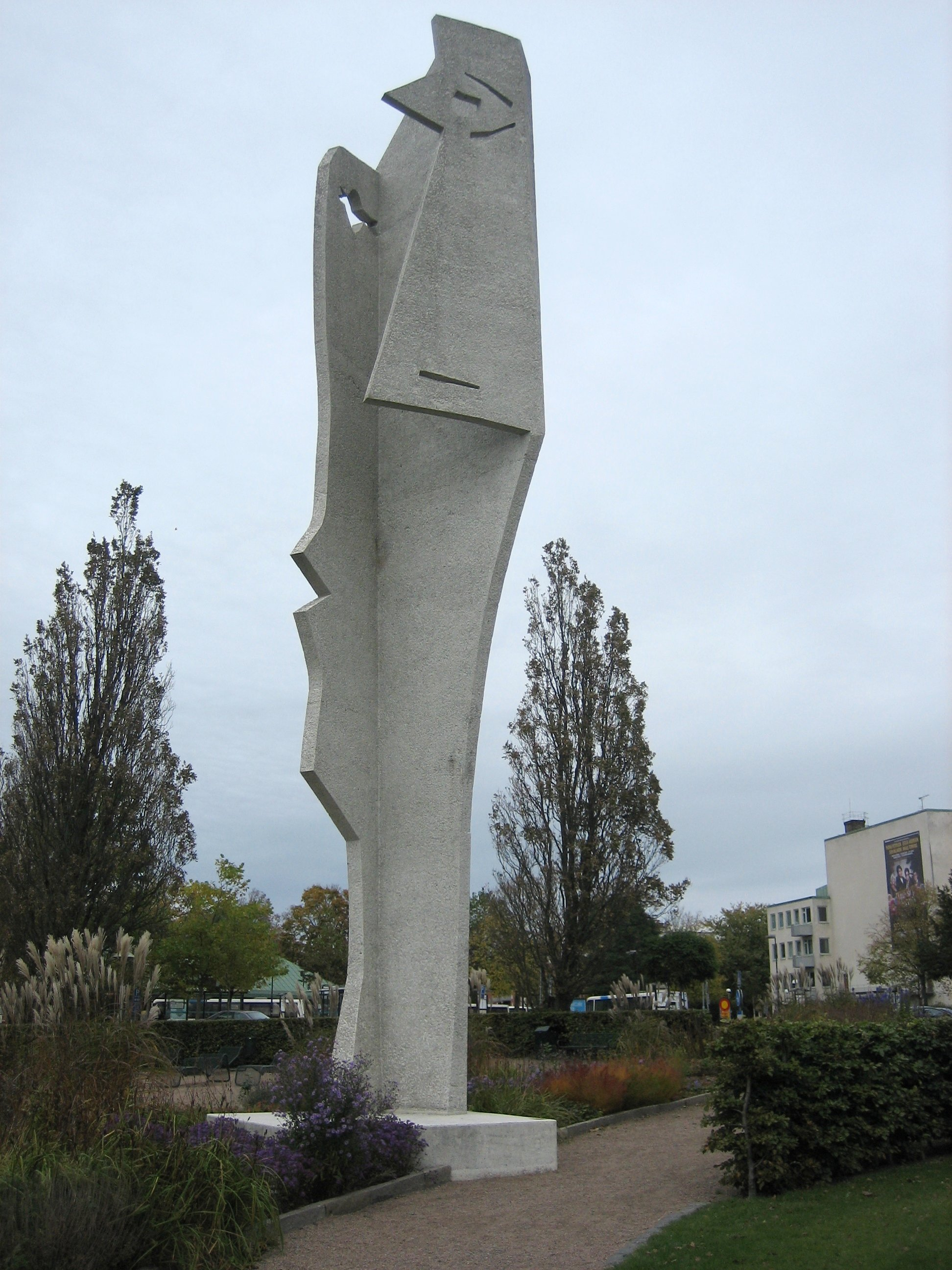
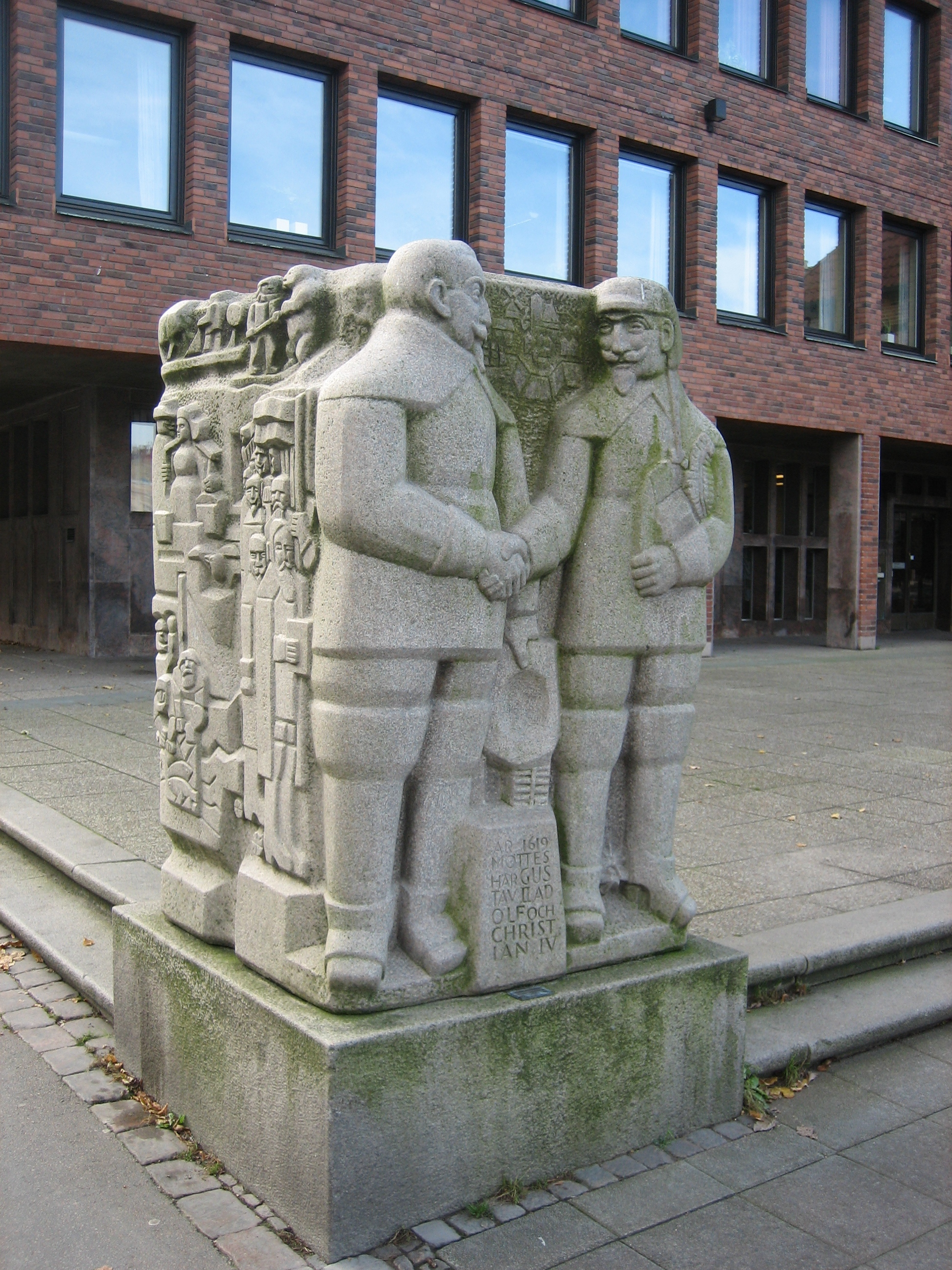
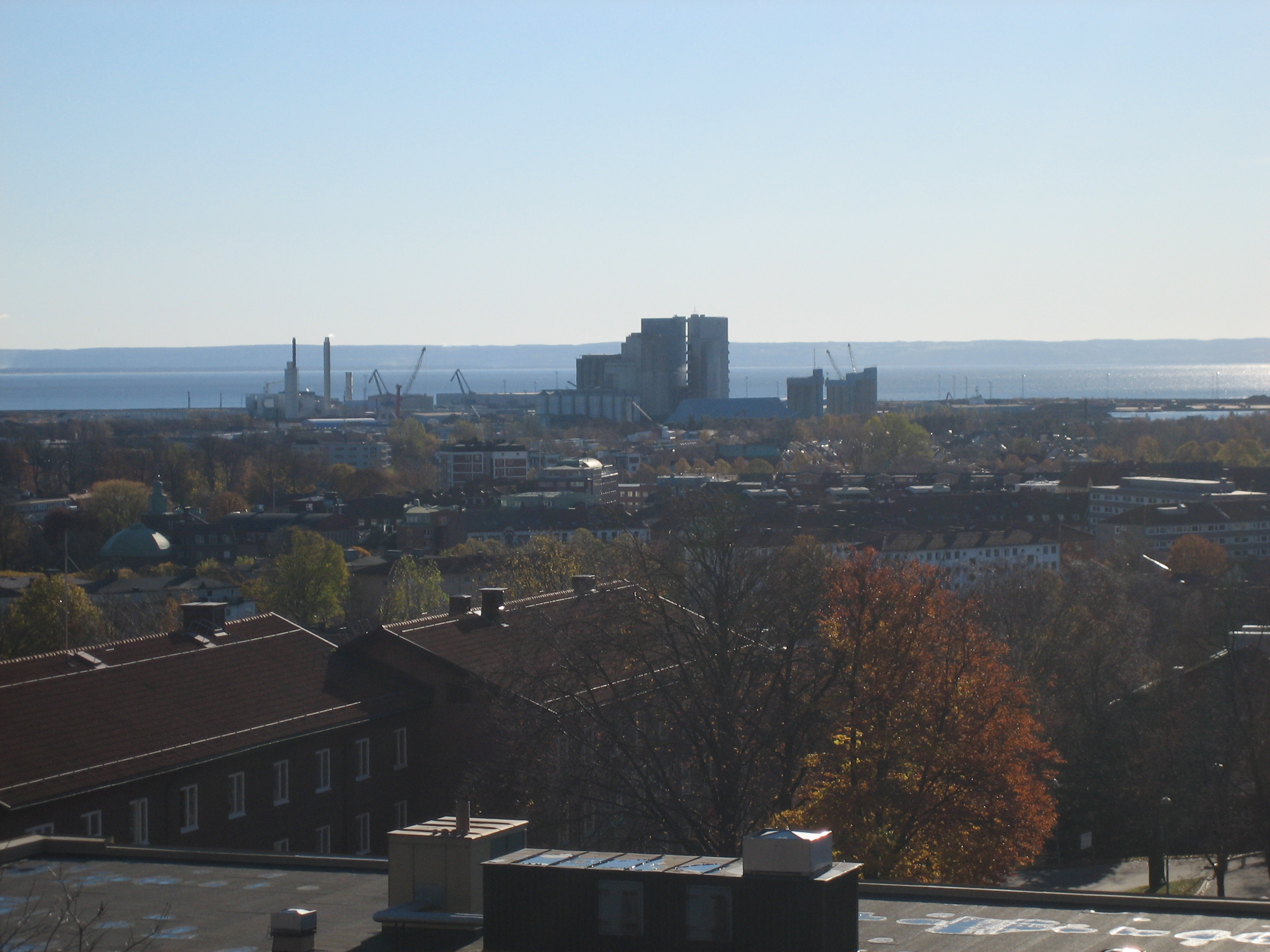
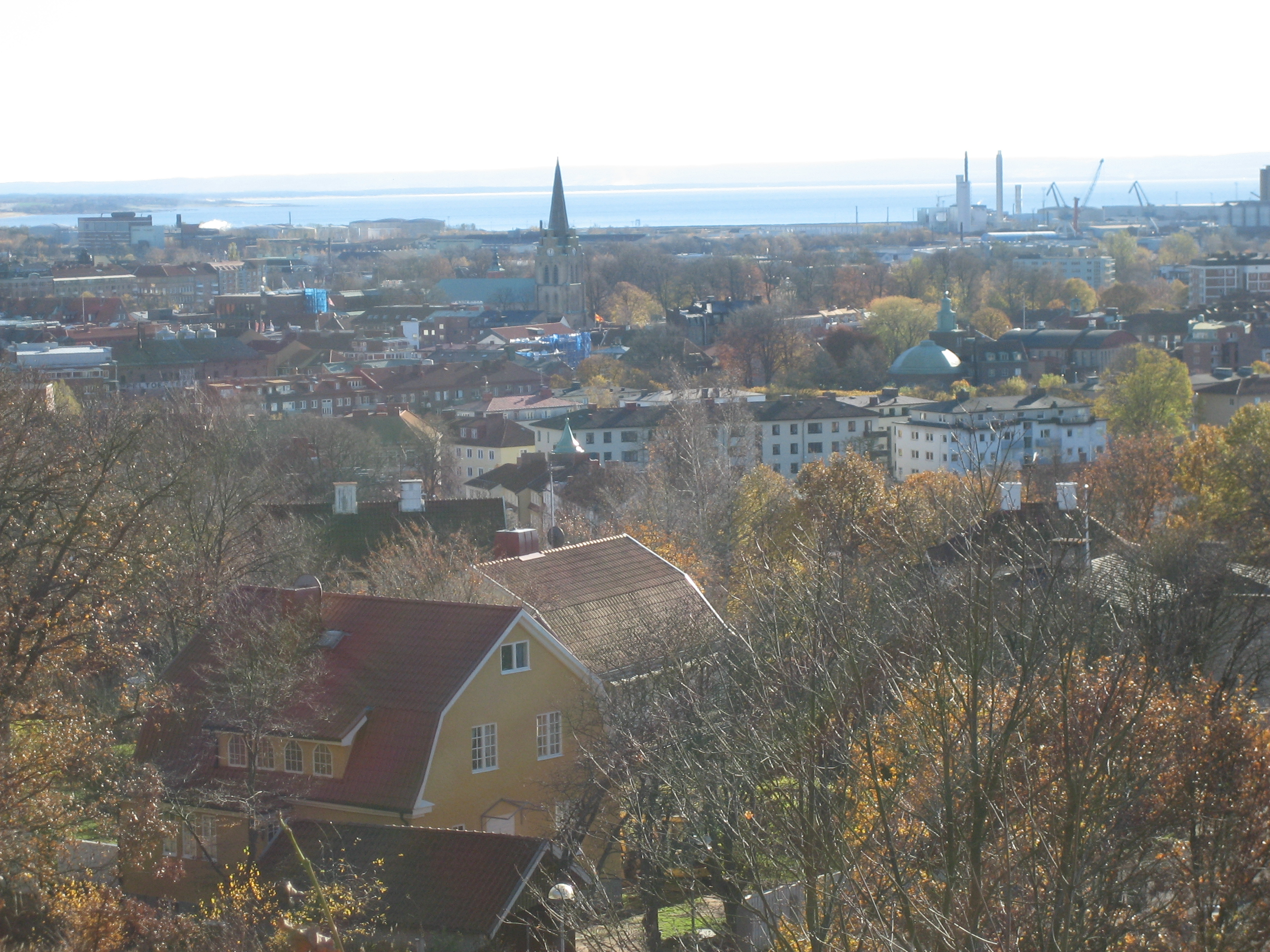
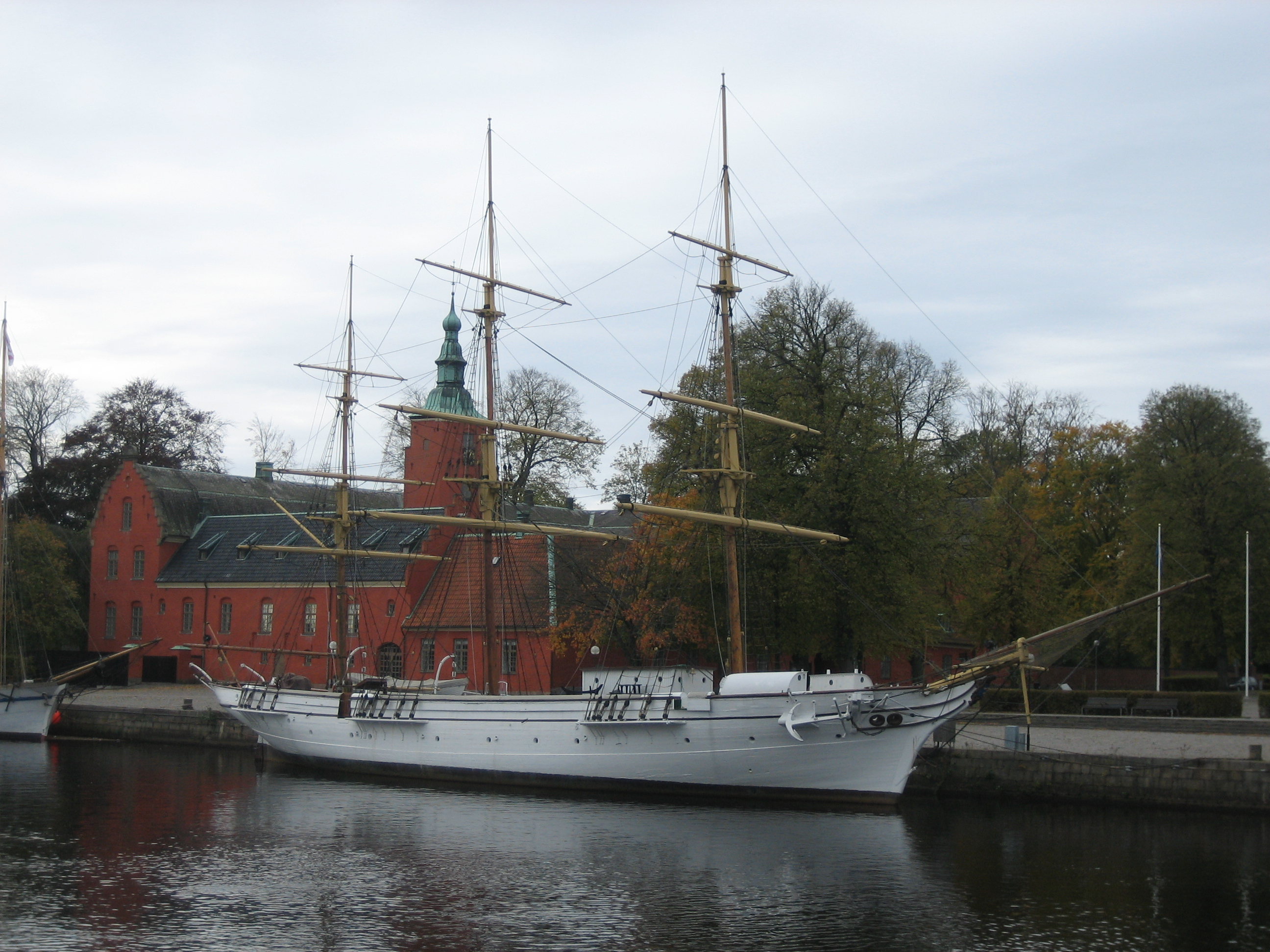
HMS Najaden
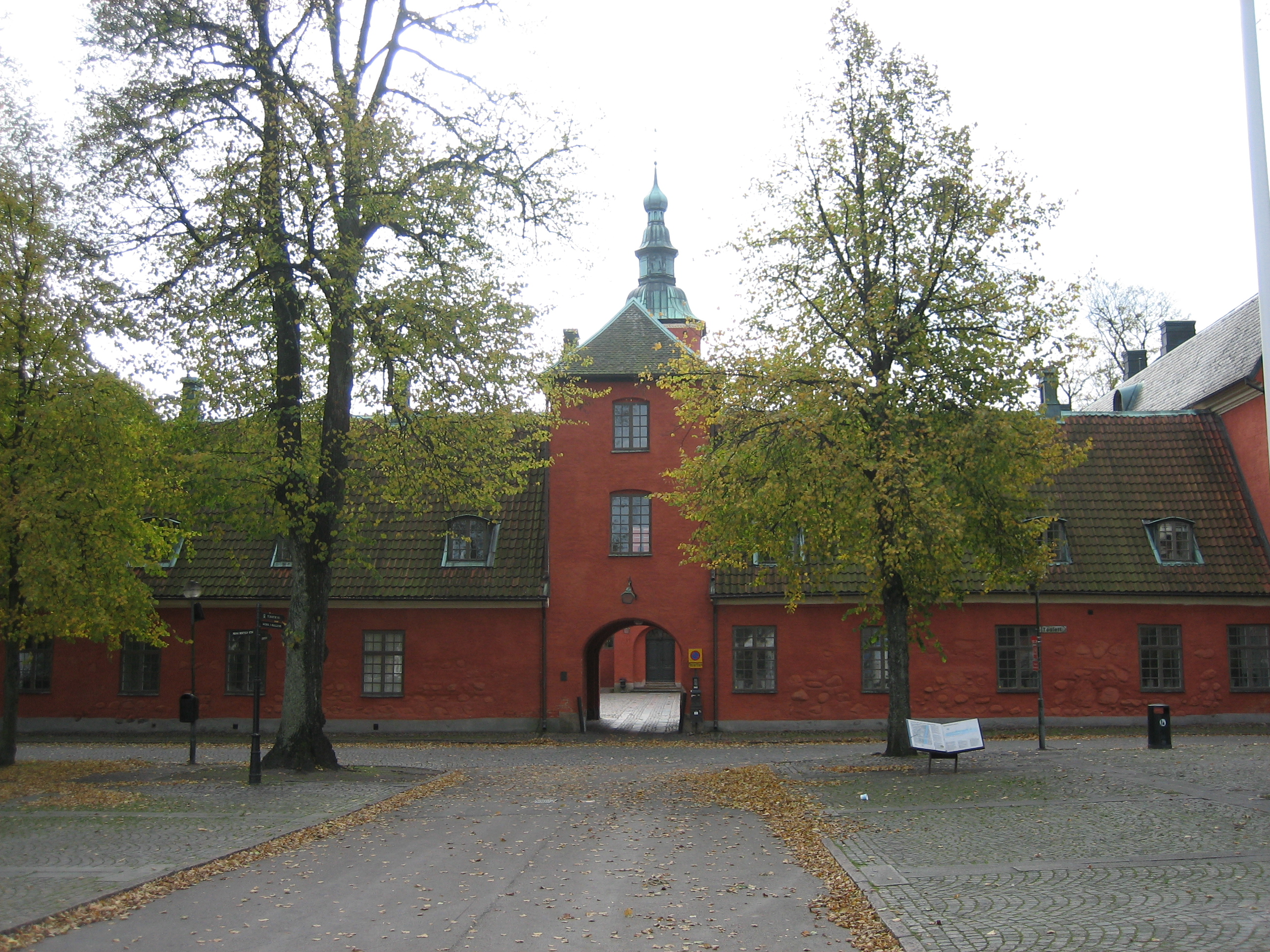
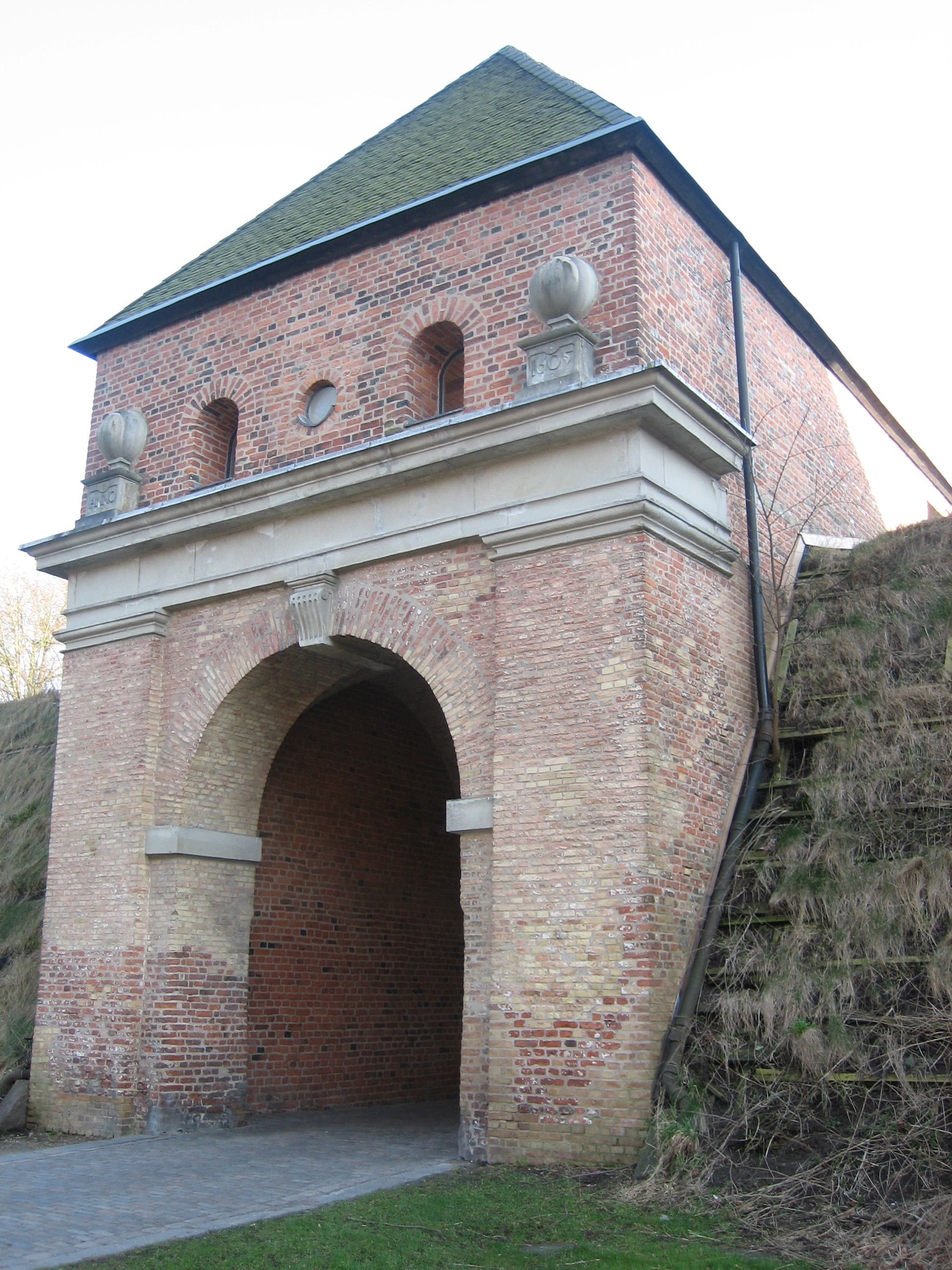
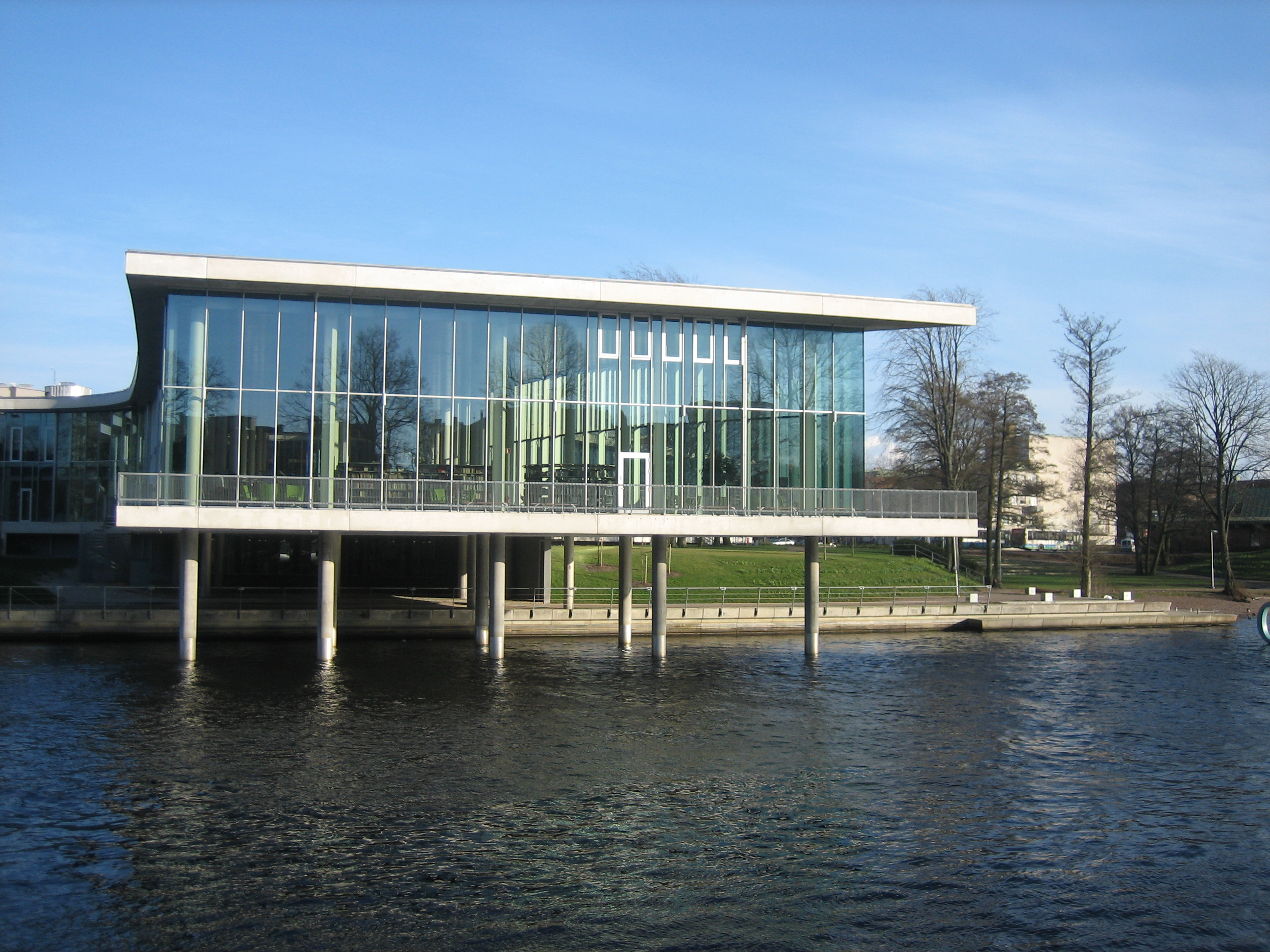